# Cole Harbour
Pour les articles homonymes, voir Cole.
Cole Harbour est une localité de la Nouvelle-Écosse dépendant de la ville de Halifax. Elle se situe dans la même circonscription électorale que Dartmouth (Dartmouth—Cole Harbour).

## Personnalités liées
- Matt Mays, chanteur
- Matthew Smith, chanteur
- Morgan Williams, joueur international de rugby à XV
- Sidney Crosby, joueur de hockey sur glace
- Nathan MacKinnon, joueur de hockey sur glace
- Craig Hillier, joueur de hockey sur glace